# Днепровская улица (Чернигов)
Днепровская улица (укр. Дніпровська вулиця) — улица в Новозаводском районе города Чернигова. Пролегает от улицы Теробороны (Гагарина) до улицы Степана Бандеры (Попова).
Примыкают Днепровский переулок и улица Заньковецкой.

## История
Днепровская улица — в честь четвёртой по длине реки Европы Днепра. Улица проложена в 1950-е годы наряду с другими улицами Старой Подусовки.
В конце 1980-х годов часть усадебной застройки на перекрёстке с Заньковецкой была ликвидирована, были построены кварталы многоэтажной жилой застройки.

## Застройка
Улица пролегает в южном направлении. Начало улицы непарная сторона занята усадебной застройкой, парная — многоэтажной жилой (9-этажными домами) застройкой. Далее (после примыкания улицы Заньковецкой) непарная сторона занята многоэтажной жилой (9-этажными домами) и нежилой (базы снабжения и склады) застройкой, парная — нежилой застройкой (базы снабжения и склады).
По названию улицы назван Днепровский переулок — между улицами Заньковецкая и Днепровская — длиной 0,17 км. Занят усадебной застройкой.
Учреждения: нет.